# أنتوني بريسكو
أنتوني بريسكو (بالإنجليزية: Anthony Briscoe)‏ (16 أغسطس 1978 ببرمنغهام في المملكة المتحدة - ) هو لاعب كرة قدم بريطاني في مركز الهجوم. لعب مع شروزبري تاون ونادي تاموورث.

## وصلات خارجية
- أنتوني بريسكو على موقع Soccerbase.com (لاعب) (الإنجليزية)